# هارتفورد (آلاباما)
هارتفورد (به انگلیسی: Hartford) شهری در شهرستان جنیوا ایالت آلاباما است که مساحت آن ۱۶٫۱۹ کیلومتر مربع است و در سرشماری سال ۲۰۱۰ میلادی، ۲٬۶۲۴ نفر جمعیت داشته و تراکم جمعیتی آن، ۱۶۲٫۰۸ نفر در هر کیلومتر مربع بوده است.